# 제벨 아크다르 (오만)

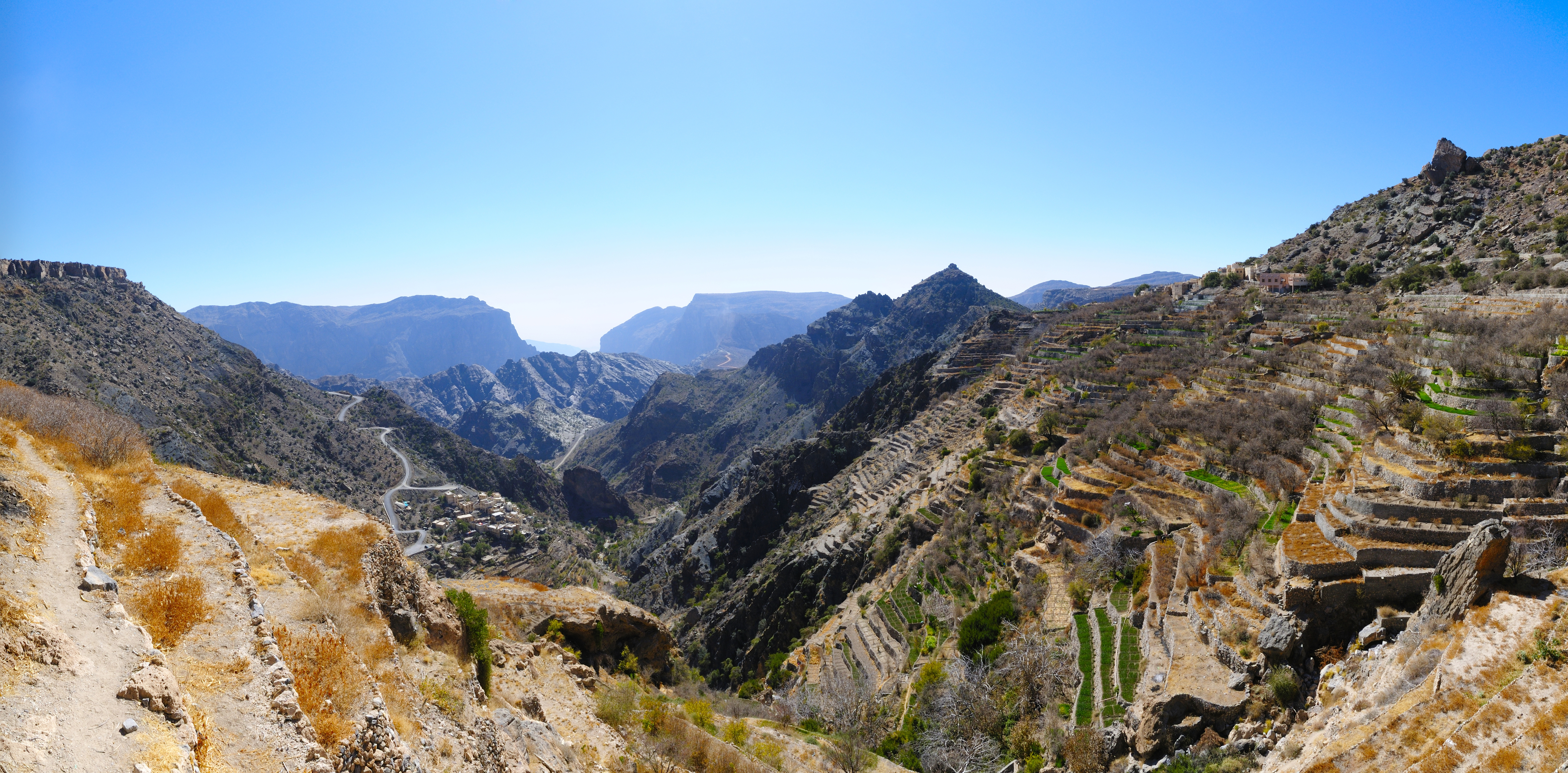

제벨 아크다르(Jebel Akhdar) 또는 알 자발 알 아크다르(아랍어: ٱلْجَبَل ٱلْבَات, 로마자 표기: Al-Jabal Al-Akhḍar, lit. 'The Green Mountain')은 오만의 아드 다킬리야 주에 있는 하자르 산맥 중 하나이다. 높이는 2,980m(9,780피트)에 달하며 해발 2,000m의 사이크(Saiq) 고원을 둘러싸고 있다. 제벨 아크다르는 온화한 지중해성 기후로 인해 석류, 살구, 장미가 풍부하게 자라는 와디의 미로와 계단식 과수원으로 유명하다.

## 설명
대부분 석회암으로 이루어진 이 산은 오만과 아라비아 동부에서 가장 높은 지점 중 하나이다. 제벨 아크다르는 무스카트에서 약 150km(93마일) 떨어진 하자르 산맥의 중앙 구역에 위치하고 있으며 4륜 구동으로만 접근할 수 있다. 범위는 대부분 사막이지만, 더 높은 고도에서는 연간 강수량이 약 300mm(12인치)에 달한다. 이는 관목과 나무가 자라고 농업을 지원할 수 있을 만큼 충분히 습하다. '제벨 아크다르'는 '녹색 산'을 의미하는데, 관목과 나무가 많은 이유로 산에 "녹색"이라는 이름이 부여되었다.

## 역사
1954년에서 1959년 사이에 이 지역은 오만 술탄에게 충성하는 오만 군대(특공대를 포함한 영국군의 지원을 받음)와 사우디아라비아의 지원을 받는 내륙 이마메이트 반군 사이의 분쟁인 제벨 아크다르 전쟁의 현장이 되었다.
2011년 8월, 술탄 카부스(Sultan Qaboos)는 독특하면서도 취약한 생물 다양성을 보존하기 위해 제벨 아크다르를 자연 보호 구역으로 지정했다. 술탄 카부스가 발표한 법령에 따라 '자연 경관을 위한 제벨 아크다르 보호구역'이 설립되었다. 환경기후부 장관은 보호구역 내 접근 및 개발 활동을 규제하는 지침 초안을 작성할 권한을 갖는다.
2011년부터 이 산은 오만 로드 자전거 경주 투어의 주요 오르막으로 등장했다. 이 지역에서는 6,000년 전의 모습이 담긴 중요한 암벽화 유적지가 여러 곳 발견되어 연구되었다.

## 같이 보기
- 오만의 관광